# Melanophthalma ceylanica
Melanophthalma ceylanica es una especie de coleóptero de la familia Latridiidae.

## Distribución geográfica
Habita en Sri Lanka.